# Chosmes
Chosmes es una pequeña localidad del departamento Juan Martín de Pueyrredón, en la provincia de San Luis, Argentina.
Se encuentra sobre las Ruta Nacional 7 y las vías del Ferrocarril General San Martín, unos km al oeste de la localidad de Balde.

## Población
Cuenta con 47 habitantes (Indec, 2010), lo que representa un incremento del 14% frente a los 41 habitantes (Indec, 2001) del censo anterior.
| Gráfica de evolución demográfica de Chosmes entre 1947 y 2010 |
|                                                               |
| Fuente: Censos nacionales del INDEC                           |